# Chełmiec Niemiecki
Chełmiec Niemiecki (niem. Hundsdorf) – nazwa zniesiona, dawna wieś, obecnie w obszarze wsi Chełmiec, w gminie Chełmiec, powiecie nowosądeckim, w województwie małopolskim.
Rozpościera się w rejonie obecnej ulicy Szerokiej na południu Chełmca, w pobliżu części miasta o nazwie Gaj Chełmecki.

## Historia
Chełmiec Niemiecki powstał na skutek osadnictwa józefińskiego, zapoczątkowanego w 1783 roku, kiedy to na Sądecczyznę zjechali za czasów Józefa II koloniści z niemieckich i austriackich landów. Rząd austriacki rozdał większą część dworskich gruntów niemieckim kolonistom i tak powstał podział na Chełmiec Polski (obecnie centrum Chełmca) i Chełmiec Niemiecki. W końcu XIX wieku Chełmiec Polski i Niemiecki liczyły odpowiednio 752 i 279 mieszkańców.
Chełmiec Niemiecki stanowił odrębną miejscowość i gminę jednostkową względem Chełmca Polskiego w powiecie nowosądeckim; w 1921 roku liczył 373 mieszkańców. 1 sierpnia 1934 wszedł w skład nowo utworzonej zbiorowej gminy Chełmiec Polski w powiecie nowosądeckim w województwie krakowskim. 15 września 1934 Chełmiec Niemiecki utworzył wraz Chełmcem Polskim wspólną gromadę o nazwie Chełmiec w gminie Chełmiec Polski. 29 maja 1953 zmieniono nazwę Chełmca Polskiego na Chełmiec.